# Sridhara
Sridhara, Śrīdhara, Śrīdharācāryya o Śrīdhara Ācāryya (c. 870 - c. 930) fue un matemático indio, pandit del sánscrito y filósofo. Es conocido por escribir sobre aplicaciones prácticas del álgebra y fue uno de los primeros en dar una fórmula para resolver ecuaciones de segundo grado. Aunque se le ha tratado de ubicar en varios siglos, actualmente la teoría más extendida es que floreció alrededor del año 900.

## Biografía y obra notable
Nació en la localidad de Bhuriśreṣṭi (Bhurisriṣṭi o Bhurśuṭ) en el sur de Rādha, en la actualidad Hugli (Bengala Occidental). El nombre de su padre era Baladevācārya y el nombre de su madre era Acchoka Bai. Su padre era un filósofo y pandit sánscrito. Es citado por Aryabhata II (siglo X), Abhayadeva Suri (alrededor de 1050) y Bhaskara II (c. 1150). 
Escribió dos tratados muy conocidos, Trishatika (o Trisatika, también llamado 'Patigitasara') y Patigatana (o Patiganita, en bengalí:পাটীগণিত). El Pataganitasara es un resumen más corto del Patiganita. Se ha conservado una copia del Patiganita (en Cachemira), está escrito en verso, no da evidencia y solo se conserva parcialmente (el Pataganitasara da un resumen de lo que falta).
Entre otras cosas, se tratan las operaciones aritméticas elementales (incluido el uso del cero), extracción de raíces cuadradas (regla de 'Sridhar Niyam') y cúbicas, separadas en números enteros y racionales, y las reglas para el área de algunos polígonos planos, fórmulas para series y combinaciones. El tratamiento se basa en la resolución de problemas de una amplia variedad de áreas cotidianas. El texto comienza con el tratamiento de mediciones y monedas y se interrumpe en medio del manejo del contenido de polígonos.
También se le han atribuido otras tres obras, Bījaganita, Navasatī y Bṛhatpati.

## Contribuciones notables
- Expuso sobre el cero y escribió: 'Si se suma cero a cualquier número, la suma es el mismo número; si se resta cero a cualquier número, el número permanece sin cambios; si se multiplica cero por cualquier número, el producto es cero'.
- En el caso de dividir una fracción, encontró el método de multiplicar la fracción por el recíproco del divisor.
- Escribió sobre las aplicaciones prácticas del álgebra.
- Separó el álgebra de la aritmética.
- Fue uno de los primeros matemáticos en dar una fórmula para resolver la ecuación de segundo grado.

{\displaystyle x={\frac {-b\pm {\sqrt {b^{2}-4ac\ }}}{2a}}.}